# Fingal (Dakota du Nord)
Pour les articles homonymes, voir Fingal (homonymie).
La ville de Fingal est située dans le comté de Barnes, dans l’État du Dakota du Nord, aux États-Unis. Sa population s’élevait à 97 habitants lors du recensement de 2010, estimée à 94 habitants en 2016.

## Histoire
Fingal a été fondée en 1891.

## Démographie
| Groupe            | Fingal | Dakota du Nord | États-Unis |
| ----------------- | ------ | -------------- | ---------- |
| Blancs            | 96,9   | 90,0           | 72,4       |
| Amérindiens       | 2,1    | 5,4            | 0,9        |
| Afro-Américains   | 1,0    | 1,2            | 12,6       |
| Autres            | 0      | 3,4            | 14,1       |
| Total             | 100    | 100            | 100        |
|                   |        |                |            |
| Latino-Américains | 0      | 2,0            | 16,7       |

Selon l’American Community Survey, pour la période 2011-2015, 96,55 % de la population âgée de plus de 5 ans déclare parler l'anglais à la maison et 3,45 % déclare parler l'allemand.
| 1930 | 1940 | 1950 | 1960 | 1970 | 1980 |
| ---- | ---- | ---- | ---- | ---- | ---- |
| 324  | 300  | 210  | 190  | 166  | 151  |

| 1990 | 2000 | 2010 | - | - | - |
| ---- | ---- | ---- | - | - | - |
| 138  | 133  | 97   | - | - | - |

## Source
- (en) Cet article est partiellement ou en totalité issu de l’article de Wikipédia en anglais intitulé « Fingal, North Dakota » (voir la liste des auteurs).

1. ↑  « Population and Housing Unit Estimates » (consulté le 9 juin 2017)
2. ↑  Bureau du recensement des États-Unis, « Census of Population and Housing » [archive du 26 avril 2015] (consulté le 31 octobre 2013)
3. ↑  « Population Estimates » [archive du 22 mai 2015], Bureau du recensement des États-Unis (consulté le 8 juillet 2015)
4. ↑  (en) « Population of North Dakota - Census 2010 and 2000 », sur censusviewer.com.
5. ↑  (en) « Fingal, ND Population - Census 2010 and 2000 », sur censusviewer.com.
6. ↑  (en) « Language spoken at home by ability to speak English for the population 5 years and over », sur factfinder.census.gov.
7. ↑  (en) « Statistiques des États-Unis - Dakota du nord - Profils des comtés de 2010 » (consulté en juin 2021)